# زانکت گوار
شهر زانکت گوار (به آلمانی: Sankt Goar) در ایالت راینلند-فالتز در کشور آلمان واقع شده‌است.